# 136 Tauri
136 Tauri, som är stjärnans Flamsteed-beteckning, är en dubbelstjärna belägen i den norra delen av stjärnbilden Oxen. Den har en kombinerad skenbar magnitud på ca 4,56 och är svagt synlig för blotta ögat där ljusföroreningar ej förekommer. Baserat på parallaxmätning inom Hipparcosuppdraget på ca 7,7 mas, beräknas den befinna sig på ett avstånd på ca 420 ljusår (ca 130 parsek) från solen. Den rör sig närmare solen med en heliocentrisk radialhastighet av ca -17 km/s och kommer att vara närmast solen på 150 ljusårs avstånd om 6,5 miljoner år.

## Egenskaper
Primärstjärnan 136 Tauri A är en blå till vit stjärna i huvudserien av spektralklass A0 V. Den har en radie som är ca 2 solradier och utsänder ca 197 gånger mera energi än solen från dess fotosfär vid en effektiv temperatur på ca 8 700 K.
136 Tauri är en snäv, dubbelsidig spektroskopisk dubbelstjärna med en omloppsperiod på 5,96 dygn och en excentricitet på 0,00. Tidvatteneffekter mellan paret kan ha cirkulerat omloppsbanan och bromsat deras rotationshastighet – primärstjärnan har en projicerad rotationshastighet på 10 km/s.
136 Tauri är en misstänkt variabel, som varierar mellan visuell magnitud +4,50 och 4,61 utan någon fastställd amplitud eller periodicitet.